# Franjo Terhart

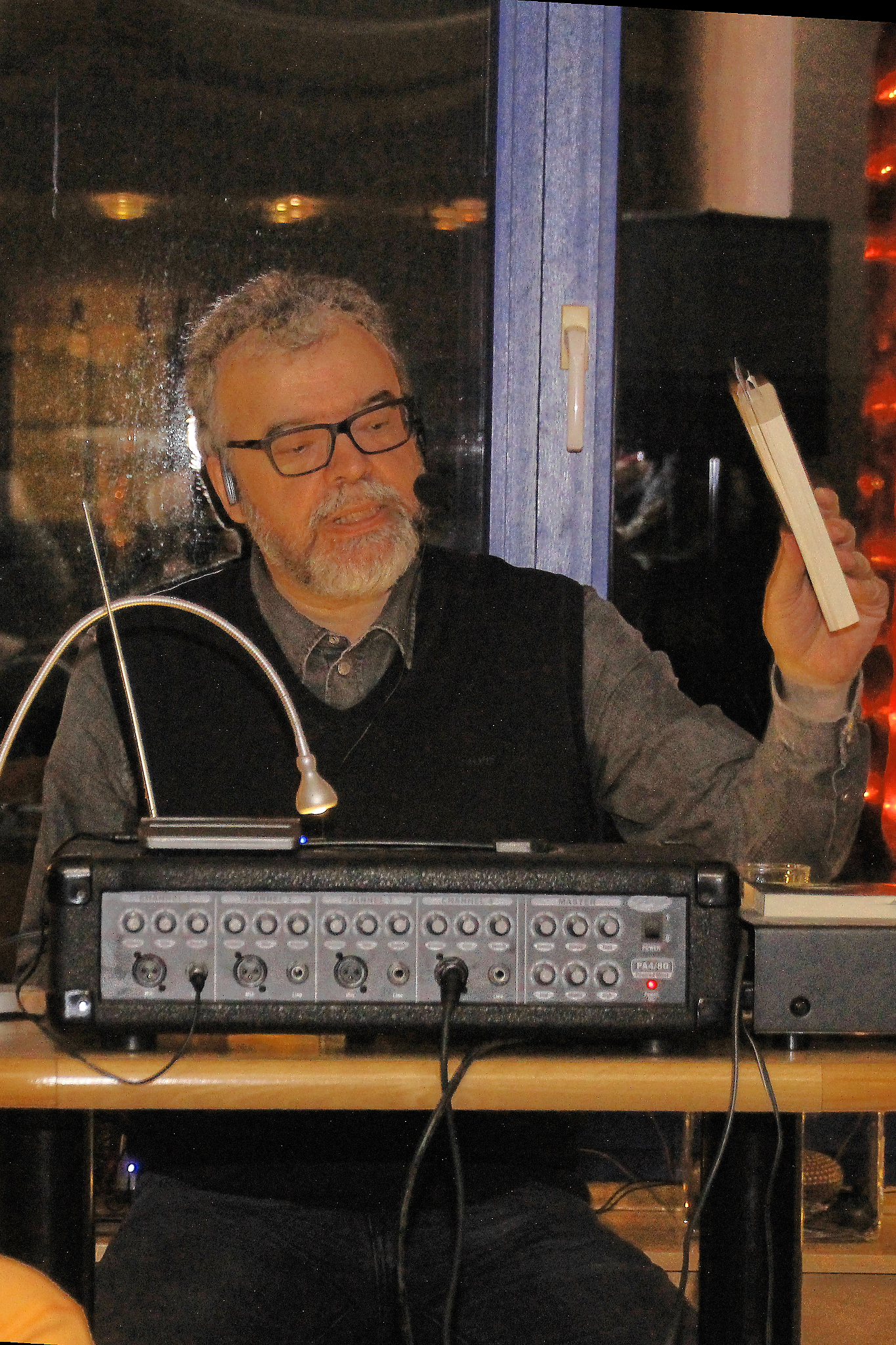
Lesung 16. Januar 2014 Krefeld

Franz-Josef Terhart (* 4. Juni 1954 in Essen; † 16. Juni 2020 in Rheurdt) war ein deutscher Schriftsteller. Sein bekanntestes und meistverkauftes Buch ist Ich – Grace O’Malley. Seine Schwerpunkte waren Kinder- und Sachbücher sowie Irland.

## Leben
Franjo Terhart war ausgebildeter Latein- und Philosophielehrer. Von 1981 bis 1985 arbeitete er als Lehrer. Schon während seines Lehramtsstudiums arbeitete er als Dozent für Literatur und Philosophie und war auch für den WDR, die Neue Rhein Zeitung sowie für weitere Zeitungen journalistisch tätig. Von 1991 bis 2016 war er freiberuflicher Kulturbeauftragter in Neukirchen-Vluyn.

## Werke
Terharts Werk umfasst vor allem Sachbücher aus dem Bereich des Esoterischen, der Religion und der Mystik, doch auch historische Romane, Kinderbücher mit Geschichts- und Fantasiethemen sowie Romane rund um Irland. Einige seiner Bücher wurden ins Estnische, Italienische, Rumänische, Spanische, Französische und Türkische übersetzt.
- Über deinen Leib gesungen. Gauke, Hannoversch Münden 1980, ISBN 3-87998-844-7
- Loof's Tagebuchaufzeichnungen, Illustrationen von Hape Kluge, Bläschke, Sankt Michael 1980, ISBN 3-7053-0970-6
- Das Karussell der Gespenster. Erzählungen, Tentamen, Stuttgart 1988, ISBN 3-921625-76-9
- Ich - Grace O'Malley. Die abenteuerliche Geschichte einer irischen Piratin, Bitter, Recklinghausen 1991, ISBN 3-7903-0415-8
- Irland. Land und Leute am Shannon, Lübbe, Bergisch Gladbach 1992, ISBN 3-404-69003-6
- Licht hinter dem Spiegel, Bitter, Recklinghausen 1993, ISBN 3-7903-0483-2
- Bretagne. Land des Ankou, der Menhire und der Zauberwälder, Goldmann, München 1994, ISBN 3-442-13019-0
- Zacharias Zuck, Illustrationen von Sabine Koch, Parabel, München 1994, ISBN 3-7898-0393-6
- Die Meeresnarbe. Eine irische Geschichte, Pandion-Verlag, Bad Kreuznach 1994, ISBN 3-922929-49-4
- Das Geheimnis des Lichtblauwaldes, Bitter, Recklinghausen 1995, ISBN 3-7903-0536-7
- Maud. Meine irische Liebe, Salzer, Heilbronn 1995, ISBN 3-7936-0342-3
- Das Geheimnis der Eingeweihten. Was spirituelle Persönlichkeiten uns erschließen, Ariston Verlag, Kreuzlingen 1996, ISBN 3-7205-1913-9
- Anne Bonny. Piratenkönigin der Karibik, Lübbe, Bergisch Gladbach 1996, ISBN 3-404-61356-2
- Einweihungslehren. Templer, Rosenkreuzer, Freimaurer und andere Geheimbünde, Goldmann, München 1996, ISBN 3-442-12269-4
- Im Zeichen der Wölfin. Veleda - Seherin der Germanen, Deutscher Taschenbuch Verlag, München 1998, ISBN 3-423-70521-3
- Weise Frauen und magische Kulte. Priesterinnen, Sibyllen, Hexen und andere Zauberinnen, Ullstein, Berlin 1999, ISBN 3-548-35799-7
- Die Wächter des heiligen Gral. Das verborgene Wissen der Tempelritter, Hugendubel, München 1999, ISBN 3-89631-333-9
- Die Löwin der Bretagne, Lübbe, Bergisch Gladbach 1999, ISBN 3-404-14236-5
- Der Schatz der Tempelritter. Verborgenen Reichtümern auf der Spur, Lübbe, Bergisch Gladbach 2002, ISBN 3-404-70192-5
- Unentdeckte Pyrenäen. Auf alten Schäferpfaden durch das Land der Katharer, Goldmann, München 2003, ISBN 3-442-71169-X
- Der Wolf der Meere, Ravensburger Buchverlag, Ravensburg 2003, ISBN 3-473-52235-X
- Tempelritter, Hugendubel, München 2003, ISBN 3-7205-2462-0
- Freimaurer, Hugendubel, München 2004, ISBN 3-7205-2488-4
- Maeve - Herrin der Stürme, Ueberreuter, Wien 2005, ISBN 3-8000-5126-5
- Das magische Auge. Ein Fantasy-Action-Roman in der Welt der antiken Götter, Mohland, Goldebeck 2005, ISBN 3-936120-87-0
- Das Geheimnis der Amphore. Ein Mitratekrimi aus dem Alten Rom, mit Zeichnungen von Marei Schweitzer, Deutscher Taschenbuch Verlag, München 2006, ISBN 3-423-70982-0
- Ein Haustier für Henriette, Bilder von Era Freidzon, artwerk, Dortmund 2006, ISBN 978-3-938927-07-6
- Jenseitswelten. Leben nach dem Tod, Parragon, Bath 2006, ISBN 978-1-4054-7894-6
- Magie. Die geheime Kunst, Parragon, Bath 2006, ISBN 978-1-4054-7896-0
- Weltreligionen. Ursprung - Geschichte - Ausübung - Glaube - Weltbild, mit Janina Schulze, Parragon, Bath 2006, ISBN 978-1-4054-7899-1
- Der Sohn des Gladiators. Ein Mitratekrimi aus dem Alten Rom, mit Zeichnungen von Volker Fredrich, Deutscher Taschenbuch Verlag, München 2007, ISBN 978-3-423-71224-8
- Kaballa. Die jüdische Mystik, Parragon, Bath 2007, ISBN 978-1-4054-7978-3
- Der heilige Gral. Mythos des Abendlandes, Parragon, Bath 2007, ISBN 978-1-4054-7979-0
- Halbmond und Sonne. Eine Liebe im Islam, Edition Hamouda, Leipzig 2007, ISBN 978-3-940075-08-6
- Florina und der Zauberstein. Zehn Gute-Nacht-Geschichten, Edition Hamouda, Leipzig 2008, ISBN 978-3-940075-13-0
- Die Augen der Hydra. Ein Mitratekrimi aus dem Alten Rom, mit Illustrationen von Volker Fredrich, Deutscher Taschenbuch Verlag, München 2009, ISBN 978-3-423-71370-2
- Ich - Grace O'Malley: die abenteuerliche Geschichte einer irischen Piratin (veränderte Ausgabe), Edition Hamouda, Leipzig 2009, ISBN 978-3-940075-34-5
- Das Geheimnis der stummen Krieger. Ein Abenteuer aus dem Alten China, mit Illustrationen von Volker Fredrich, Deutscher Taschenbuch Verlag, München 2009, ISBN 978-3-423-07724-8
- Die Geheimnisse meines Meisters Hieronymus Bosch, Edition Hamouda, Leipzig 2009, ISBN 978-3-940075-29-1
- Der Drache, der kein Feuer speien konnte, mit Illustrationen von Era Freidzon, Drachenmond-Verlag, Leverkusen 2009, ISBN 978-3-931989-50-7
- Spuk in Pompeji. Ein Abenteuer aus der Römerzeit, Illustrationen von Volker Fredrich, Deutscher Taschenbuch Verlag, München 2011, ISBN 978-3-423-76032-4
- Der Säbel des Franzosen: Mord am Niederrhein, Mercator Verlag, Duisburg 2012, ISBN 978-3-87463-509-7
- Die Mithrasmorde von Moers, Magenta-Verlag, Krefeld 2013, ISBN 978-3-944299-03-7
- Die magische Karthagermünze - eine spannende Zeitreise zu Hannibal und den Römern, Edition Hamouda 2014, ISBN 978-3-940075-86-4
- La pièce de monnaie carthaginoise magique - un passionant voyage dans le temps à la rencontre d`Hannibal et des Romains, Edition Hamouda 2015, ISBN 978-3-95817-007-0
- Anforanın Sırrı, Beyoğlu, İstanbul: Türkiye İş Bankası Kültür Yayınları, ISBN 978-605-332-870-4

### Rundfunk
- Der Drache, der kein Feuer speien konnte. Eine Folge in der Reihe „Ohrenbär“, SFB (heute: rbb). Eingelesen von Sabine Sinjen, Erstsendung: 30. Dezember 1989

### Sonstiges
- Darina: sinfonisches Märchen für Sprecherin und grosses Orchester, Komponist: Hanns-Christoph Schuster, Text: Franjo Terhart[3]

## Auszeichnungen
- 1982 Kulturpreis für Lyrik der Stadt Essen